# Borngasse 7 (Hadamar)

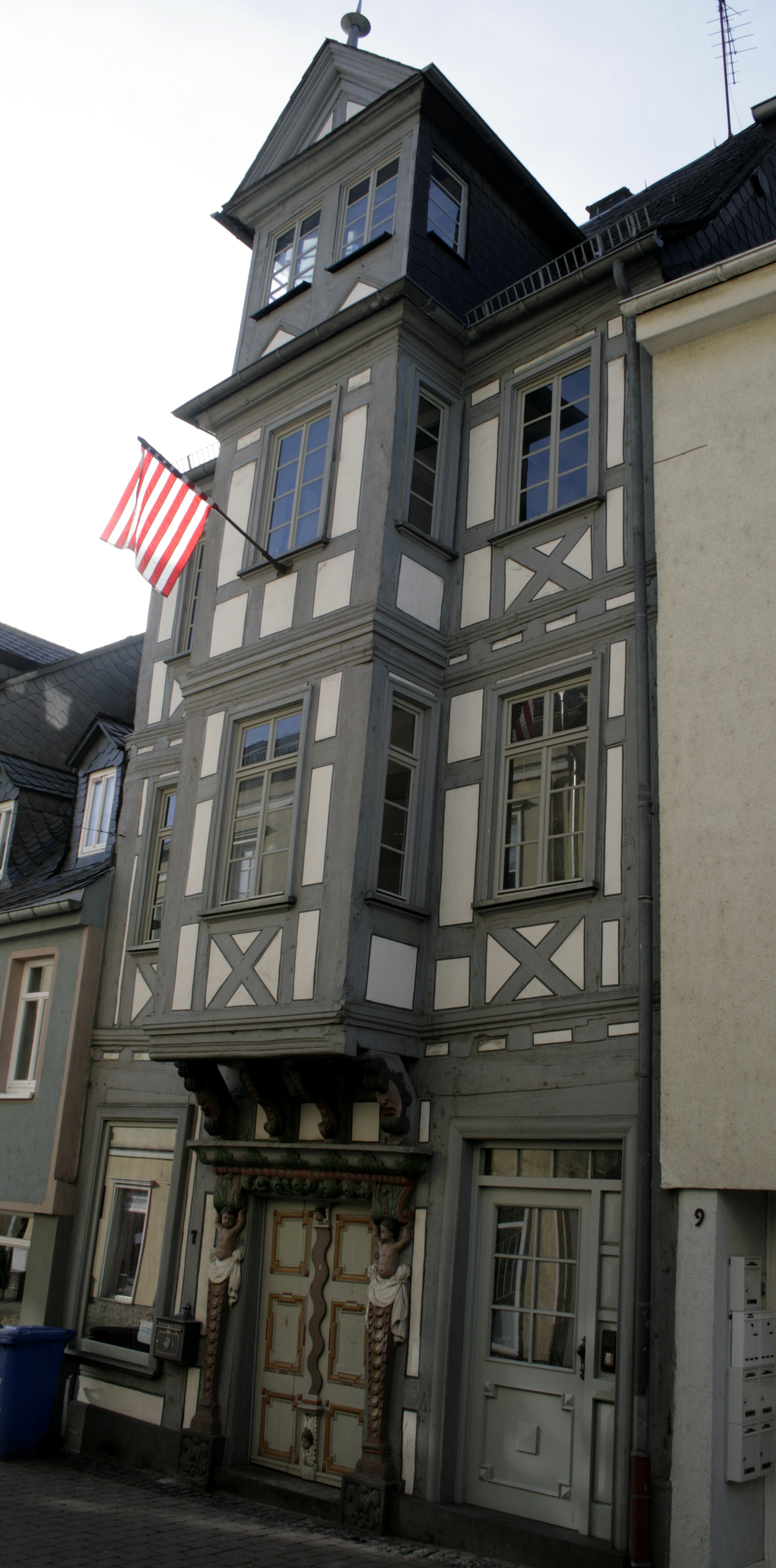
Fachwerkhaus Borngasse 7

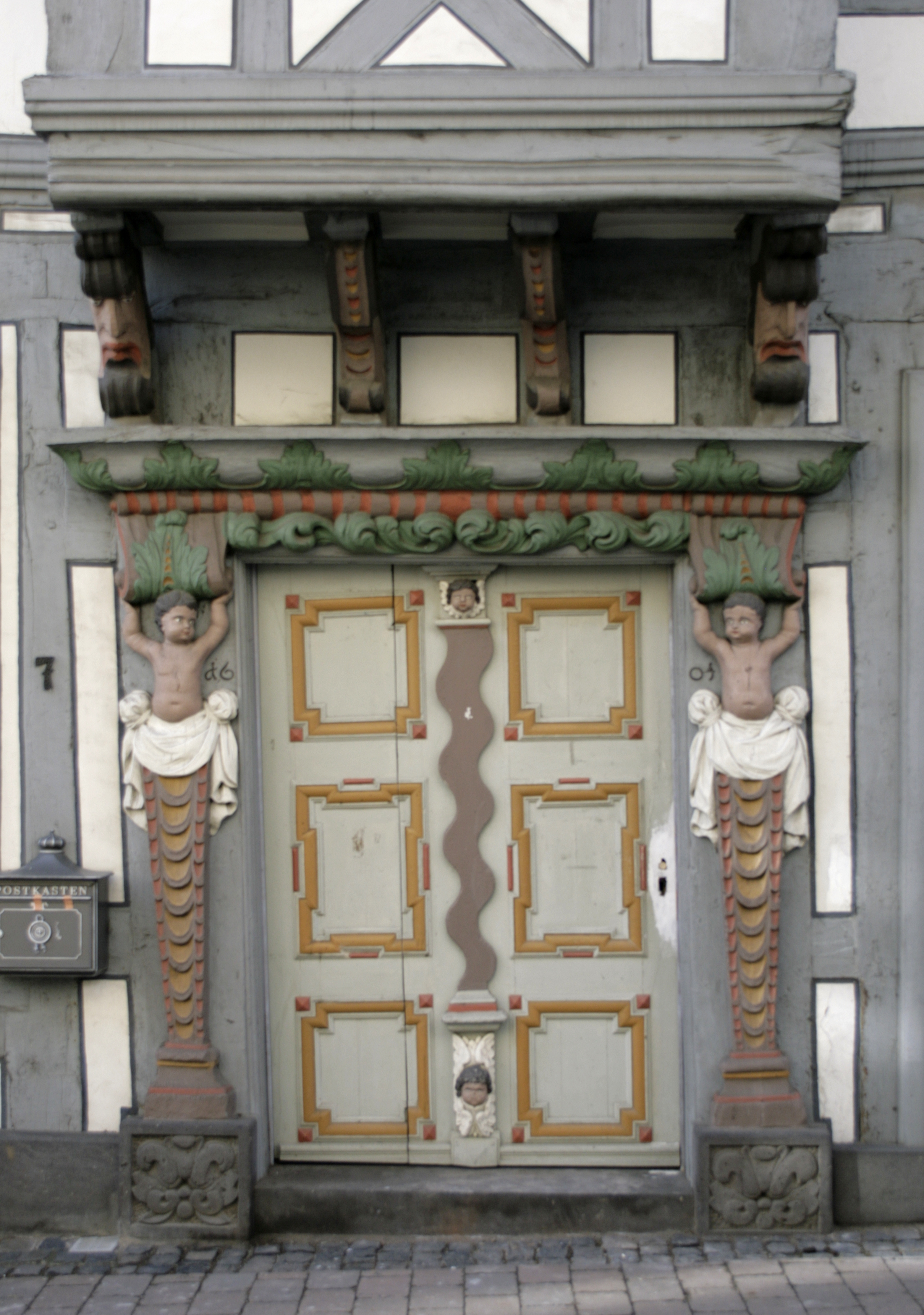
Geschnitzte Tür

Das Gebäude Borngasse 7 in Hadamar, einer Stadt im Landkreis Limburg-Weilburg in Hessen, wurde 1694 errichtet. Das Fachwerkhaus ist ein geschütztes Kulturdenkmal.

## Geschichte und Beschreibung
Das Gebäude der Barockzeit ist das einzige dreistöckige Haus der Borngasse. Vermutlich war es das Haus eines Hofbeamten.
Besonders auffällig ist der mittige und durchgehende Rechteckerker, der mit einem Zwerchhaus abschließt. Das Fachwerk ist schmucklos und teilweise verändert. Das Schnitzportal ist prächtig mit zwei Atlanten gestaltet. Auf dem Sturz wurde das Baujahr 1694 fälschlich zu 1604 erneuert.